# 茶茶小王子
茶茶小王子
（日語：チャチャ王国のおうじちゃま，英文：Oujichama in ChaCha Kingdom），由日本京都府宇治市「宇治商公會」認證并推廣，於2013全日本募集629件作品中選出。致力推廣宇治市觀光與宇治抹茶，為日本全國知名在地吉祥物（ゆるキャラ；Yuru-Chara），2016年11月14日獲得宇治市觀光大使認定。

## 角色設定
茶茶王國第88代王子。頭冠代表茶道的形象，披風有大大「茶」字刺繡。總是含著抹茶味道的奶嘴，成為主要形象之一。喜愛品嚐抹茶和抹茶冰淇淋，每天都在努力爭取外交，以便將宇治茶的魅力傳播到世界各地。

## 誕生歷史
作為2012年京都財政振興項目，於2013年3月由全國公開募集的629件作品中選出宇治茶最喜愛的大使。在“Yuru Character（R）Grand Prix 2014”中，她獲得了全國第五名（Kansai No.1，京都府第一名），並因活躍的購物街和發送旅遊信息等活動而受到重視。
2016年11月14日宇治市授權人物也獲得認證。結合熊井友理奈和鈴木愛理拍攝宣傳影片「茶茶王國的小王子」。

## 公認團體
宇治商工会議所

## 聯名公認團體
社団法人宇治市観光協会、京都府茶協同組合、社会福祉法人宇治市社会福祉協議会、宇治橋通商店街振興組合、平等院表参道商店会、源氏タウン銘店会、社団法人宇治市青年会議所、エフエム宇治放送株式会社

## 後援團體
京都府茶業会議所、公益財団法人宇治市公園公社、公益財団法人京都府公園公社

## 海外發展
台灣：2018年10月受家樂福與諾亞國際發展有限公司邀請，首次正式在台灣公演亮相。並與台灣日月潭「紅玉18」聯名合作於微風南山開設主題餐廳。